# The World Gone Mad
The World Gone Mad è un film del 1933 diretto da Christy Cabanne.
È un film poliziesco statunitense a sfondo drammatico e giallo con Pat O'Brien, Evelyn Brent e Neil Hamilton.

## Produzione
Il film, diretto da Christy Cabanne su una sceneggiatura di Edward T. Lowe Jr., fu prodotto da Phil Goldstone per la Majestic Pictures. titolo di lavorazione fu The Public Be Damned .

## Distribuzione
Il film fu distribuito negli Stati Uniti dal 15 aprile 1933 al cinema dalla Capitol Film Exchange. È stato distribuito anche nel Regno Unito con il titolo The Public Be Hanged.